# Rhys Taylor
Rhys Taylor, född 7 april 1990 i Neath, West Glamorgan, är en walesisk fotbollsmålvakt som sedan februari 2013 spelar för Macclesfield Town.
Taylor började spela för Chelseas reservlag i slutet av säsongen 2006/2007 efter att ha spelat tolv matcher för ungdomslaget. Han har funnits med som avbytare i tre Premier League-matcher men har aldrig spelat en match för A-laget.
I slutet av 2009 och början av 2010 var han utlånad till Queens Park Rangers men fick inte spela någon match.

## Fotnoter
1. ↑  ”Rhys Taylor”. Eurosport. Arkiverad från originalet den 21 september 2008. https://web.archive.org/web/20080921125011/http://www.eurosport.se/fotboll/person_prs123451.shtml.
2. ↑  ”International Teams - Rhys Taylor”. The Football Association of Wales. Arkiverad från originalet den 7 september 2008. https://web.archive.org/web/20080907002715/http://www.faw.org.uk/teams/player/45.
3. ↑  ”Rhys Taylor”. Chelsea FC. Arkiverad från originalet den 22 oktober 2008. https://web.archive.org/web/20081022123924/http://www.chelseafc.com/page/TheReservesProfiles/0,,10268~900391,00.html.
4. ↑  ”Rhys Taylor Profile, Statistics, News, Game Log”. ESPN. Arkiverad från originalet den 11 februari 2009. https://web.archive.org/web/20090211002828/http://soccernet.espn.go.com/players/profile?id=113605&cc=5739. Läst 13 mars 2010.
5. ↑  Rhys Taylor på Soccerbase (engelska)
6. ↑  ”Taylor returns to Chelsea”. Sky Sports. http://www.skysports.com/story/0,19528,11668_5831354,00.html.